# Kościół Świętego Jakuba Apostoła w Krzepicach
Kościół Świętego Jakuba Apostoła – rzymskokatolicki kościół parafialny Parafii św. Jakuba Apostoła w Krzepicach należącej do dekanatu Krzepice archidiecezji częstochowskiej.

## Historia

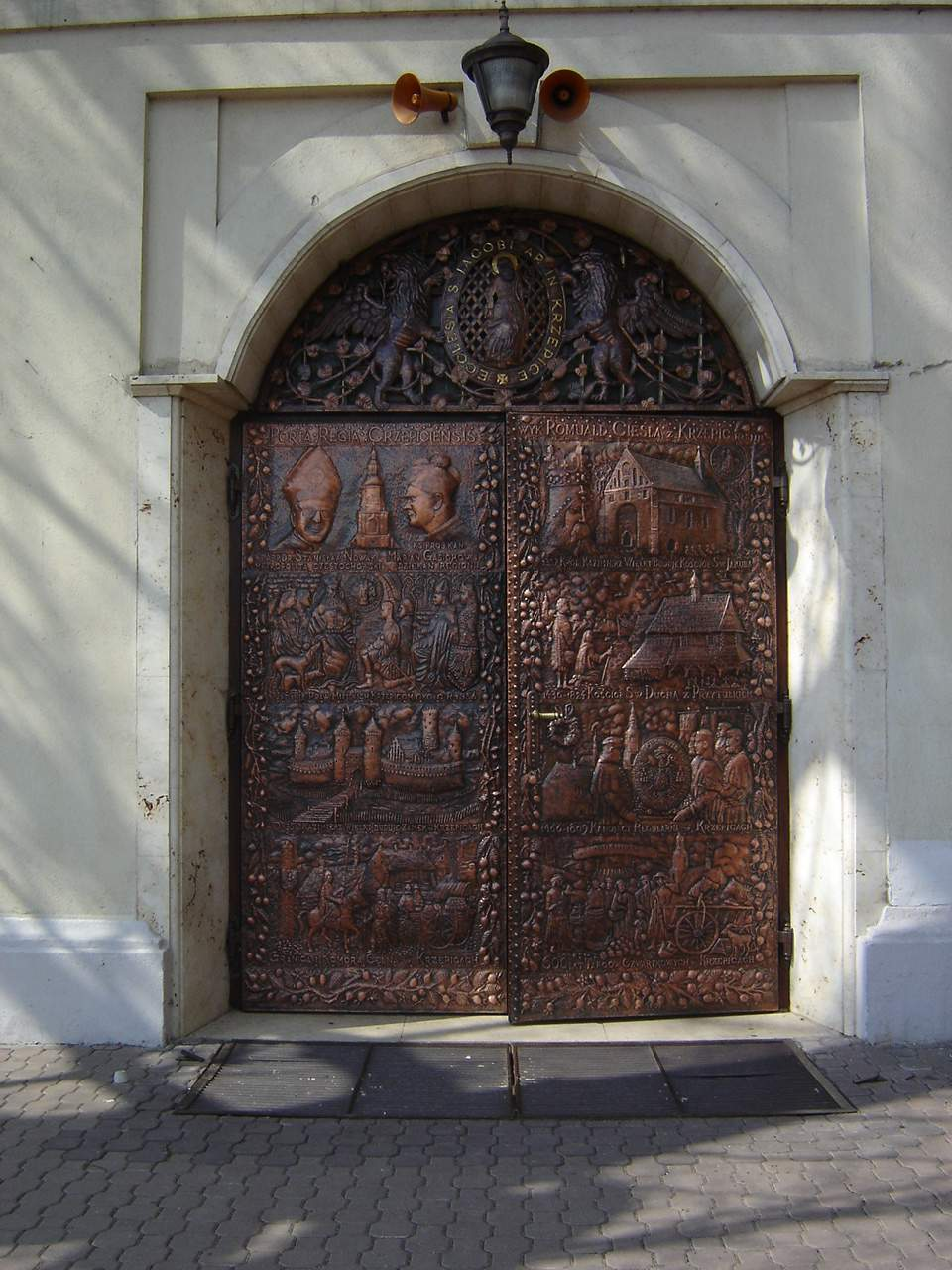
Wejście do kościoła

Jest to świątynia wzniesiona w stylu gotyckim i ufundowana przez króla Kazimierza III Wielkiego. Sama budowla na przestrzeni lat była świadkiem burzliwych dziejów historii Polski: przechodziła pożary, rabunki wojenne, była świadkiem epidemii. Dziejowe pożogi spowodowały remonty oraz przebudowy świątyni. Obecny wygląd kościół uzyskał razem z budową budynków klasztornych, bocznych kaplic, kilku dodatkowych elementów architektonicznych oraz remontów w latach 1548, 1620, 1660, oraz restaurowaniami: 1825, 1830, 1840–46, 1876, 1884, 1903, 1924, 1938, 1954–55, 1969 i w latach 90. XX wieku. Zasadnicza zmiana kształtu oraz wyposażenia miała miejsce w XVII wieku, kiedy to świątynię podwyższono i nadano jej monumentalny charakter, jej wnętrze zostało wzbogacone o barokowe elementami (między innymi piękne, złote ornamenty czy posągi). Ówczesnym starostą krzepickim był Mikołaj Wolski – dworzanin króla Zygmunta III Wazy oraz marszałek koronny. Kościół połączył tradycje późnego gotyku z motywami nowożytnymi. Około 1620 roku od północnej strony została dostawiona kaplica Chrystusa Ukrzyżowanego (kaplica Łaszewskich). Jest umieszczony niej ołtarz z XVIII wieku, w stylu późnobarokowym, przedstawiający Ukrzyżowanego Chrystusa razem z narzędziami Męki Pańskiej i posągami Matki Bożej oraz św. Jana Ewangelisty. Około 1660 roku, od południowej strony została dostawiona kaplica św. Józefa (Obywateli Krzepickich), będąca symetrycznym odbiciem kaplicy Łaszewskich. Jest ona dziękczynnym wotum za ocalenie od zarazy i potopu szwedzkiego. Oprócz tego, jest umieszczony w niej powstały w 1730 roku ołtarz św. Józefa z Dzieciątkiem, oraz posiada posągi Aarona i Mojżesza. Chlubą świątyni jest wzmiankowany w 1730 roku ołtarz ozdobiony cudownym obrazem Matki Boskiej Różańcowej Krzepickiej, koronowany powtórnie w 1993 roku.

## Organy
Organy wykorzystywane na co dzień to jeden z dwóch instrumentów, które mieszczą się w krzepickiej świątyni, obok zabytkowego pozytywu. Zostały wybudowane w latach 50. XX w. przez firmę Truszczyński z Włocławka.
Pozytyw, który jest drugim instrumentem w krzepickiej świątyni pochodzi z XVIII wieku. W kościele św. Jakuba znalazł się dopiero po roku 1824, kiedy to spłonął drewniany kościół Zesłania Ducha Świętego, w którym stał wcześniej. Prawdopodobnie był wykorzystywany przez niegdyś obecnych przy kościele zakonników. Zakonnicy nie chcąc eksploatować głównych organów, wykorzystywali mniejsze w prezbiterium, gdzie gromadzili się na nabożeństwach.
Dyspozycja organów:
| Manuał I                | Manuał II             | Pedał            |
| ----------------------- | --------------------- | ---------------- |
| 1. Bourdon 16'          | 1. Kwintaton 16'      | 1. Pryncypał 16' |
| 2. Pryncypał 8'         | 2. Pryncypał 8'       | 2. Subbas 16'    |
| 3. Flet jasny 8'        | 3. Kryty 8'           | 3. Oktawbas 8'   |
| 4. Róg nocny 8          | 4. Salicet 8'         | 4. Czelobas 8'   |
| 5. Gemshorn 8           | 5. Vox coelestis 8'   | 5. Fletbas 8'    |
| 6. Oktawa 4'            | 6. Prestant 4'        | 6. Wasat 6 2/3   |
| 7. Rurflet 4'           | 7. Blokflet 4'        | 7. Chorał 4'     |
| 8. Flet leśny 2'        | 8. Pikolo 2'          | 8. Puzon 16'     |
| 9. Kwinta Nasard 2 2/3' | 9. Kwintflet 1 1/3'   | Pedał I m        |
| 10. Tercja 1 3/5'       | 10. Siflet 1'         | Pedał IIm        |
| 11. Mikstura 3-4 ch.    | 11. Sesquialtera 2 rz |                  |
| Manuał II-I             | Superoktawa IIm       |                  |
| Subokawa II-I           | Tremolo               |                  |
| Superoktawa II-I        |                       |                  |
| Super I                 |                       |                  |